# L'Art d'être heureux
 (octobre 2024).
Si vous disposez d'ouvrages ou d'articles de référence ou si vous connaissez des sites web de qualité traitant du thème abordé ici, merci de compléter l'article en donnant les références utiles à sa vérifiabilité et en les liant à la section « Notes et références ».
Pour plus de détails, voir Fiche technique et Distribution.
L'Art d'être heureux est un film franco-belge réalisé par Stefan Liberski et sorti en 2024.

## Synopsis
Un plasticien, artiste conceptuel et professeur d'art à Bruxelles, Jean-Yves Machon (Benoît Poelvoorde) remet en cause sa pratique de l'art du vide pour tenter de renouveler sa vie en faisant table rase de son art. Malheureux, il part s'installer à Mers-les-Bains en Picardie sur la falaise, face au Tréport impressionniste et normand, dans une maison-soucoupe vintage héritée des rêves d'avant-garde des années 1960. Là il rencontre des artistes locaux, naïfs et rêveurs qui tentent de vivre pleinement l'instant présent. Il est pris dans une suite de quiproquos. Après quelques péripéties, Machon finit par retrouver sa fille élevée en Chine à Qingdao après sa séparation.

## Fiche technique
Sauf indication contraire, les informations mentionnées dans cette section peuvent être confirmées par la base de données cinématographiques Allociné,  présente dans la section « Liens externes ».
- Titre original : L'Art d'être heureux
- Réalisation et scénario : Stefan Liberski
- Musique : Casimir Liberski
- Décors : Maude Piette
- Costumes : Claire Dubien
- Photographie : Hichame Alaouie
- Son : Thomas Gastinel, Maud Lombart et Laure Arto
- Montage : Frédérique Broos
- Production : Patrick Quinet et Bertrand Faivre
- Sociétés de production : Le Bureau, Artémis Productions, KMBO
- Société de distribution : KMBO
- Budget : N/A
- Pays de production :  France,  Belgique
- Format : couleur
- Genre : comédie
- Durée : 110 minutes
- Dates de sortie :
  - France : 30 octobre 2024

## Distribution
- Benoît Poelvoorde : Jean-Yves Machond
- Camille Cottin : Cécile Fouasse-Demaupré, galeriste
- François Damiens : Claude Fouasse, médecin et époux de Cécile
- Gustave Kervern : Bagnoule
- Laurence Bibot : Le Homet
- Lorella Cravotta : Macha Moniak
- Marine Dandoy : Déborah
- Ambre Grouwels : Ambre

## Production
Le film est la libre adaptation du roman La Dilution de l'artiste de Jean-Philippe Delhomme.
Le tournage a eu lieu à Mers-les-Bains et au Tréport.
Les œuvres réalisées par la jeune Déborah sont dues au plasticien Lionel Estève. Le dessin visible dans la chambre de la galeriste Cécile Fouasse-Demaupré est de Sophie Whettnall.